# پریا پراکاش واریر
پریا پراکاش واریر (به انگلیسی: Priya Prakash Varrier) (زاده ۲۸ اکتبر ۱۹۹۹) بازیگر هندی است.
از فیلم‌هایی که وی در آن نقش داشته‌است می‌توان به یک عشق عالی و کیش و مات اشاره کرد.